# 그레그 이건
그레고리 마크 "그레그" 이건(Gregory Mark "Greg" Egan, 1961년 8월 20일 - )은 오스트레일리아의 과학 소설 작가이다.
양자론, 나노기술, 인지과학, 수학 등을 소재로 한 하드 SF 분야의 작품을 다수 발표했다. 인터넷으로 활발하게 활동하는 반면 자신의 얼굴을 드러내지 않고 은둔하는 것으로 유명하다.
특히 일본에서 인기가 높아, 일본에서 독자적으로 편집한 단편집이 다수 나왔다. 여기에는 다른 나라에서는 단행본으로 발표되지 않고 잡지나 온라인으로만 공개된 단편도 많이 수록되었다.

## 작품

### 대한민국에 발표된 작품
- 《쿼런틴》Quarantine - 김상훈 옮김, 2003년 10월, 행복한책읽기. ISBN 978-89-89571-15-5
- 《오늘의 SF 걸작선》- 2004년 4월, 황금가지. ISBN 978-89-8273-658-2
  - 〈단일체〉Singleton
- 《갈릴레오의 아이들》- 2007년 6월, 시공사. ISBN 978-89-527-4921-5
  - 〈예언자〉Oracle
- 《하드 SF 르네상스 2》- 김상훈 옮김, 2008년 11월, 행복한책읽기. ISBN 978-89-89571-54-4
  - 〈내가 행복한 이유〉Reasons to be Cheerful
- 《판타스틱 VOL.21》- 김지인 옮김, 2009년 6월, 페이퍼하우스. ISBN 977-19-7609900-8
  - 〈야경꾼〉Neighbourhood Watch